# Адольф Пітчелліс
Адольф Ганс Пітчелліс (нім. Adolf Hans Pittschellis; 28 жовтня 1914, Німецька імперія — 26 січня 1945, Угорщина) — офіцер підрозділів «Мертва голова», штурмбанфюрер СС. Кавалер Лицарського хреста Залізного хреста.

## Біографія
Член НСДАП (партійний квиток № 1 492 016) і СС (особистий номер 52 819) з 4 листопада 1932 року. В 1936 році поступив в юнкерське училище СС в Брауншвейзі. В 1938 році поступив на службу в 3-й полк СС «Мертва голова» (Тюрингія). З травня 1940 року — командир 1-ї батареї 3-го артилерійського полку СС. З жовтня 1941 року — командир 4-го дивізіону артилерійського полку СС «Мертва голова». В 1942-43 роках — командир 7-ї батареї 3-го дивізіону артилерійського полку СС «Мертва голова». З січня 1944 року — командир штурмового артилерійського дивізіону СС 3-ї танкової дивізії СС «Мертва голова», потім — командир 3-го протитанкового дивізіону СС. З 4 січня 1945 року — командир 3-го танкового полку СС.

## Звання
- Анвертер СС (4 листопада 1932)
- Манн СС (18 березня 1933)
- Штурмман СС (9 липня 1934)
- Ротенфюрер СС (15 жовтня 1934)
- Шарфюрер СС (1 жовтня 1936)
- Гауптшарфюрер СС (16 лютого 1937)
- Унтерштурмфюрер СС (20 квітня 1937)
- Оберштурмфюрер СС (9 листопада 1938)
- Гауптштурмфюрер СС (9 листопада 1940)
- Штурмбанфюрер СС (9 листопада 1943)

## Нагороди
- Почесний кут старих бійців
- Кільце «Мертва голова»
- Німецька імперська відзнака за фізичну підготовку в бронзі (1 грудня 1937)
- Спортивний знак СА в бронзі (1 грудня 1937)
- Почесна шпага рейхсфюрера СС (1 грудня 1937)
- Медаль «У пам'ять 1 жовтня 1938» (26 лютого 1939)
- Медаль «У пам'ять 13 березня 1938 року» (26 жовтня 1938)
- Медаль «За вислугу років у НСДАП» в бронзі (10 років)
- Залізний хрест
  - 2-го класу (31 березня 1940)
  - 1-го класу (16 липня 1941)
- Нагрудний знак «За участь у загальних штурмових атаках» 1-го ступеня (20 грудня 1941)
- Медаль «За зимову кампанію на Сході 1941/42» (12 липня 1942)
- Німецький хрест в золоті (23 жовтня 1942)
- Нагрудний знак «За поранення» в золоті (31 серпня 1943)
- Дем'янський щит (31 грудня 1943)
- Лицарський хрест Залізного хреста (23 серпня 1944)
- Нагрудний знак ближнього бою
- Медаль «За вислугу років у СС» 4-го, 3-го і 2-го ступеня (12 років)